# 小行星6190
小行星6190（6190 Rennes）是一颗围绕太阳公转的小行星。1989年10月8日，小石川正弘在仙台市发现了此天体。
該小行星以法國伊勒-維萊訥省的城鎮雷恩命名。
这颗小行星的绝对星等为71.84311等。